# Liganavigátor
A liganavigátorok A Dűne regényekben szereplő csoport, akik a világűrben a Liga űrhajóit irányítják.

## Jellemzésük
A navigátorok a Liga-hajókon szolgálnak, ők irányítják a hajókat. A melanzs speciális anyag segítségével ki tudják fürkészni az ösvényt, majd a Holtzmann-generátorokkal szempillantás alatt átviszik az egyik helyről a másikra az adott hajót.
Szigorú szabályok vannak az űrutazással kapcsolatban. Az űrhajó rakterében a pajzsokat nem lehet bekapcsolni. Ennek az a magyarázata, hogy a navigátort a pajzs hullámai zavarják a koncentrálásban, rossz esetben végzetes következménye lehet a dolognak (pl. csillag közelében bukkan elő a hajó, vagy belezuhan egy bolygóba).
Maguk a navigátorok, miután sikeres vizsgát téve bekerültek a Ligához, melanzsgázzal teli tartályban töltik az idejüket. Hosszabb idő elteltével a navigátorok teste elkorcsosul. Ekkor inkább hasonlítanak a halakhoz, mint emberekhez.
Azok a navigátorok, akik megbuktak a vizsgán adott esetben képviselik a Ligát.